# مجدي عبد العاطي
مجدي محمد علي عبد العاطي، لاعب كرة قدم مصري، من مواليد المنوفية، في 3 يناير 1977، وحاصل على بكالوريوس تربية رياضية شعبة تدريب كرة قدم.

## مشواره في الملاعب
بدأ مشواره مع كرة القدم في نادي المقاولون العرب في سن 13 عامًا مع كابتن محمد رضوان، واستمر حتى سن 18 عامًا، ثم ترك كرة القدم لمدة عام تنفيذًا لرغبة والده بسبب الثانوية العامة، وعاد بعدها مع نادي منوف بالدرجة الثالثة، وصعد معهم للقسم الثاني، وكان هداف الفريق ثم انتقل لمزارع دينا، ولعب ثلاث مواسم وتدرب تحت قيادة أحمد رفعت وحسن شحاتة.
وانتقل بعدها لنادي إنبي وكانت فترة تألقه، وتواجد مع الفريق 6 مواسم حقق فيها بطولة كأس مصر 2005 ووصل لنهائي البطولة العربية وحصد المركز الثاني، وكان هداف البطولة بـ8 أهداف مع لاعب كويتي، ثم انتقل للمصرية للاتصالات لمدة موسم واحد، واعتزل بعدها كرة القدم.

## اللعب للمنتخب
“انضم مرتين للمنتخب، الأولى كانت مع محسن صالح في عام 2002، ثم مع حسن شحاتة في 2005، ولكن لم ينال فرصة اللعب في الأمم الإفريقية 2006 بسبب الإصابة.

## طموحات التدريب
صرَّح عبد العاطي أن “لديه هدف قريب وقد تحقق بالصعود بأسوان للدوري الممتاز وإكمال المهمة معهم بعد الصعود، وهدف بعيد أن أسير في الحياة خطوة بخطوة وليس القفز مرة واحدة لنهاية السلم، وهو تدريب فريق ينافس على القمة بالدوري في وجود نوعية لاعبين مميزة، حتى أستطيع أن أخرج كل ما لدي من قدرات تدريبية”.

## تدريب نادي أسوان
تولى مجدي عبد العاطي قيادة نادي أسوان في شهر يونيو من عام 2018، وبدأ فترة إعداد مع الفريق بمعسكرات في القاهرة والإسكندرية لتجهيز الفريق وضم صفقات جديدة، ونجح في تكوين فريق قوي، وخلال الموسم لعب مع الفريق 24 مباراة حقق الفوز في 15 لقاء، وخسر لقاءين من تحرير أسوان وطهطا، وتعادل في 7 مباريات، ليجمع مع الفريق 52 نقطة ويصعد للدوري الممتاز قبل نهاية الموسم بجولتين، متفوقًا على بني سويف، أقرب منافسيه في مجموعة الصعيد.

## تدريب نادي فاركو
قرر مجلس إدارة نادي فاركو برئاسة عز ياشار حلمي، قبول استقالة الدكتور أحمد عاشور المدير الفني للفريق الأول، وتوجيه الشكر له على كل ما قدمه للنادي خلال فترة تواجده على رأس القيادة الفنية للفريق.
وقرر المجلس تعيين مجدي عبد العاطي مديراً فنياً لقيادة الفريق في دوري القسم الثاني، ويتكون الجهاز المعاون من:- عاطف حنفي مديراً للكرة، محمد ثابت صاروخ مدرب، عمرو فهيم مدرب، أحمد خطاب مدرب مساعد، عصام محمود مدرب حراس مرمى أحمد عبد اللطيف مخطط أحمال، وتم الإبقاء على باقي أفراد الجهاز الإداري والطبي.
ويستعد نادي فاركو تحت قيادة عبد العاطي لمواجهة المنصورة السبت 19 ديسمبر الجاري بستاد حرس الحدود، ضمن مباريات الأسبوع الرابع من المجموعة الثالثة للدوري الممتاز ب، الذي يحتل فيه المركز الثامن برصيد نقطتين